# Electrónica impresa

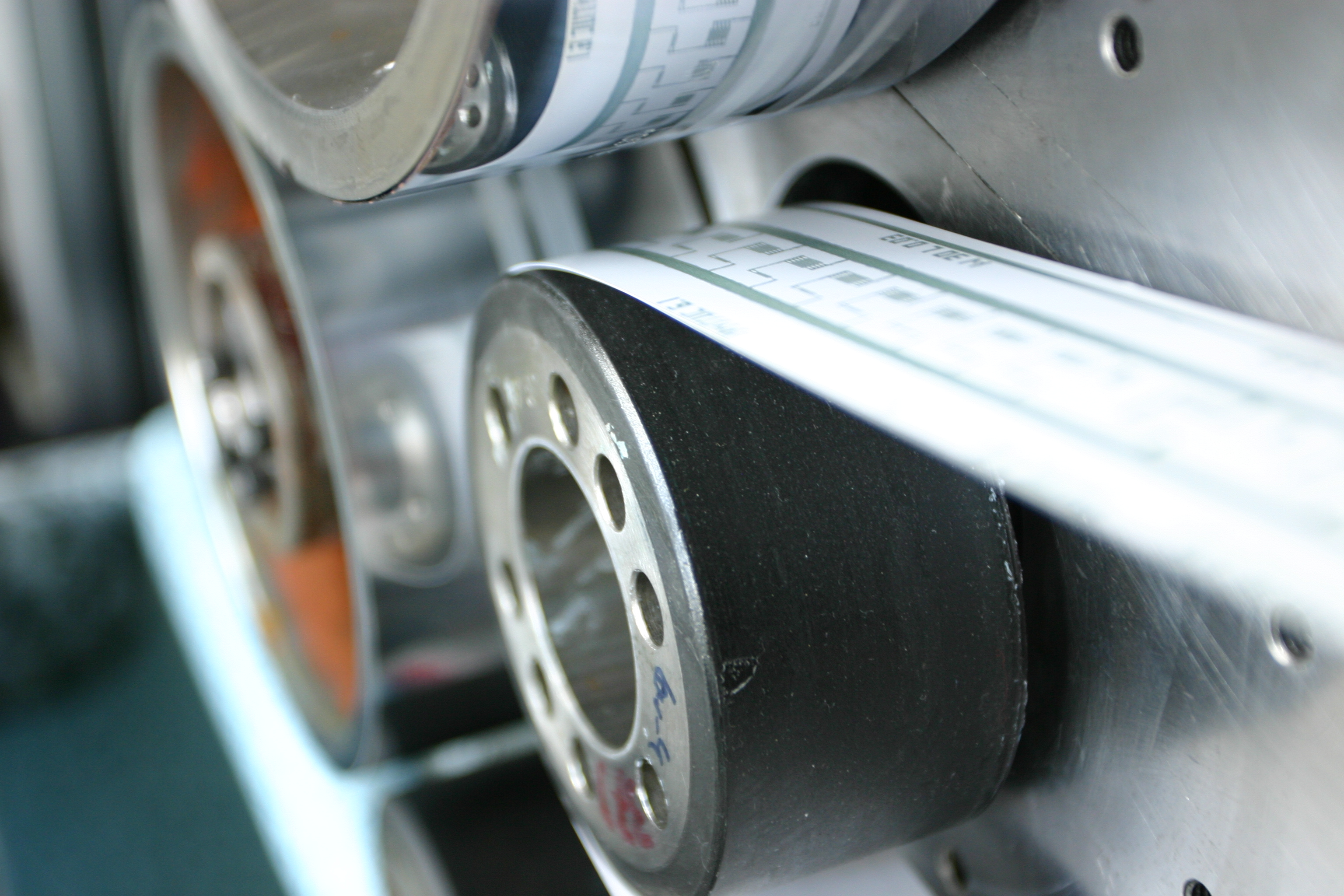
Impresión, mediante huecograbado, de estructuras electrónicas en papel.

La electrónica impresa o electrónica orgánica es un conjunto de métodos de impresión utilizados para crear dispositivos eléctricos en varios sustratos. La impresión utiliza típicamente equipos de impresión común, u otro equipo de bajo costo adecuado, para definir los patrones de material, como la serigrafía, flexografía, huecograbado, litografía offset  y la inyección de tinta. Las tintas electrónicos u ópticas eléctricamente funcionales se depositan sobre el sustrato, creando dispositivos activos o pasivos, tales como transistores de película delgada o resistencias. Se espera que la electrónica impresa facilite la electrónica generalizada, de muy bajo costo, de bajo rendimiento, para aplicaciones como pantallas flexibles y enrollables, células solares flexibles, baterías impresas, etiquetas inteligentes, envases inteligentes, etiquetas identificadoras por radiofrecuencia (RFID), carteles decorativos y animados, iluminación y la ropa activa que no requieren un alto rendimiento.
El término de electrónica impresa está relacionada con la electrónica orgánica o electrónica de plástico, en el que una o más tintas están formadas por compuestos a base de carbono. Estos otros términos se refieren al material de tinta, que puede ser depositado mediante un método basado en solución, basado en vacío u otro. La electrónica impresa, en contraste, específica el proceso, y puede utilizar cualquier material a base de solución, incluyendo los semiconductores orgánicos, semiconductores inorgánicos, conductores metálicos, nanopartículas, nanotubos, etc
Para la preparación de la electrónica impresa se emplean casi todos los métodos de impresión industriales. Al igual que en la impresión convencional, la electrónica impresa aplica capas de tinta una encima de otra, por lo que el desarrollo coherente de los métodos de impresión y materiales de tinta son tareas esenciales en este campo.
El beneficio más importante de la impresión es la fabricación de volumen a bajo costo. El menor costo permite su uso en otras aplicaciones. Un ejemplo son los sistemas RFID, que permiten la identificación sin contacto en el comercio y el transporte. En algunos ámbitos, como la impresión de los diodos emisores de luz no afecta el rendimiento. La impresión en sustratos flexibles permite a la electrónica que sea colocada en superficies curvas, por ejemplo, poniendo las células solares en los techos de los vehículos. Más típicamente, los semiconductores convencionales justifican sus costos mucho más altos, proporcionando un rendimiento mucho mayor.

## Electrónica híbrida

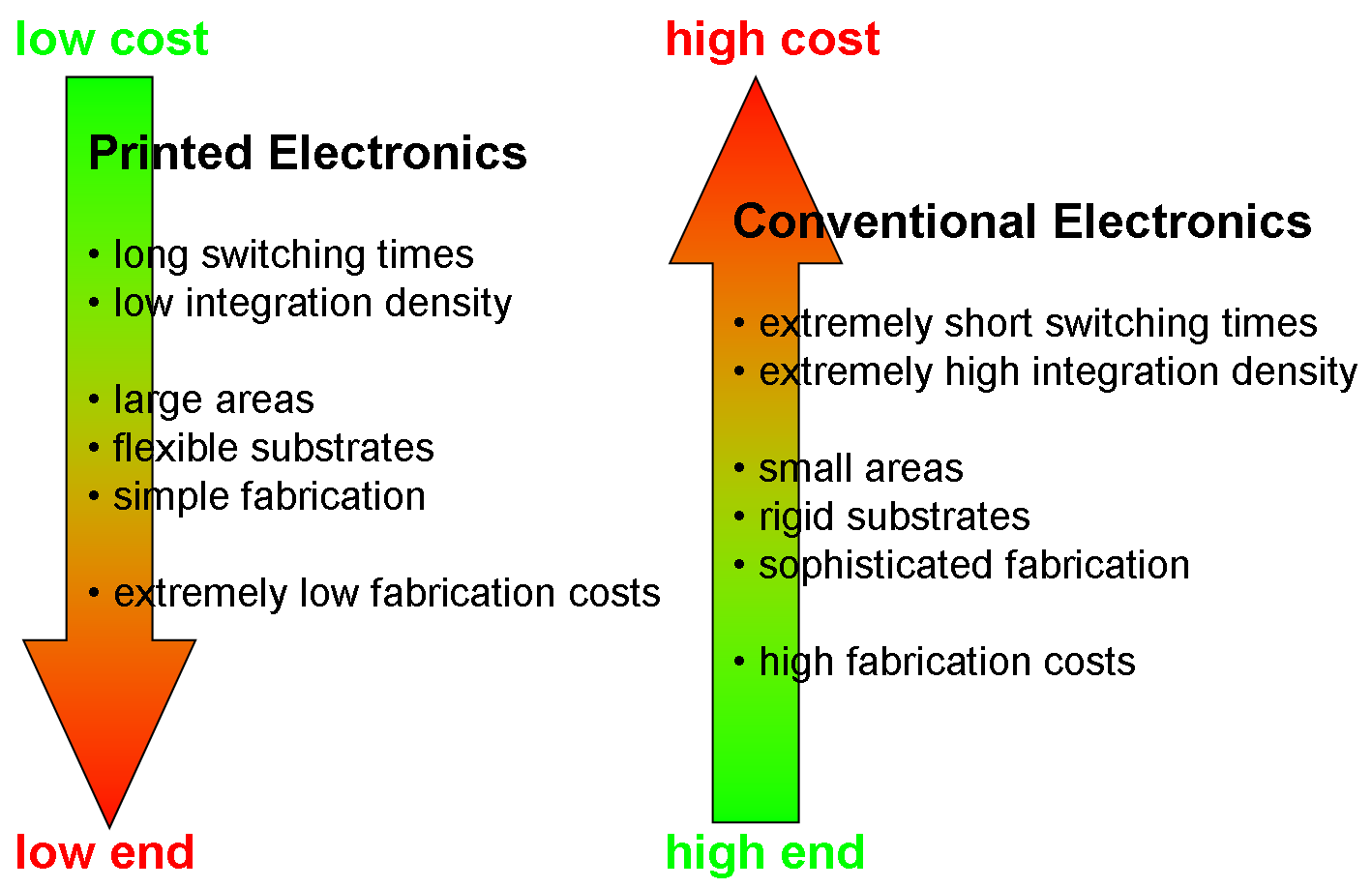
La electrónica convencional y la impresa son complementarias.

La electrónica híbrida consiste en combinar la electrónica impresa con la electrónica convencional, para aprovechar las ventajas competitivas de ambas tecnologías. Mientras la electrónica convencional aporta altas prestaciones y madurez, la electrónica impresa aporta sustratos flexibles con altos volúmenes de producción a un relativo bajo coste, comparado con la electrónica convencional. A la electrónica híbrida se unen nuevas ventajas:
- Electrónica convencional: al usar componentes de electrónica convencional, se añaden todas las prestaciones y potencia que esta ofrece.
- Delgadez y ligereza: unida a la flexibilidad, su delgadez y ligereza proporcionan total adaptabilidad al producto.
- Anti-vibraciones: mejora de la resistencia ante vibraciones respecto del producto convencional (sustratos rígidos) al estar realizado sobre sustrato flexible.
- Madurez: la electrónica convencional proporciona una gran madurez y solvencia de funcionamiento.

Con todos estos requerimientos ha surgido la tecnología Ultra Flexible Printed Circuits (UFPC), que permite que los componentes electrónicos tradicionales de silicio sean soldados directamente sobre el plástico. Ultra Flexible Printed Circuits (UFPC) permite la aplicación de la tecnología de la Electrónica Impresa al desarrollo de productos electrónicos para uso masivo, dirigiéndose a sectores de mercado tales como la automoción, el transporte, dispositivos médicos, wearables, sensores, etc.

## Historia
Albert Hanson, alemán de nacimiento, se acredita que introdujo el concepto de electrónica impresa, en 1903 presentó una patente para "Printed Wires", y así nació la electrónica impresa. Hanson propuso formar un patrón de PCB (printed circuit board) sobre una lámina de cobre mediante el corte o la estampación. Los elementos dibujados estaban adheridos al dieléctrico, en este caso, papel parafinado.  El primer circuito impreso fue producido en 1936 por Paul Eisler, y este proceso fue utilizado para la producción a gran escala de radios por EE. UU. durante la Segunda Guerra Mundial. La tecnología de circuitos impresos se lanzó para uso comercial en EE. UU. en 1948 (Printed Circuits Handbook, 1995). En más de medio siglo desde sus inicios, la electrónica impresa ha evolucionado desde la producción de placas de circuitos impresos (PCB), pasando por el uso cotidiano de teclados de membrana, hasta las tecnologías RFID, fotovoltaicas y electroluminiscentes actuales , entre otros. La producción generalizada de electrónica impresa para uso doméstico comenzó en la década de 1960, cuando la placa de circuito impreso se convirtió en la base de toda la electrónica de consumo. Desde entonces, la electrónica impresa se ha convertido en piedra angular en muchos nuevos productos comerciales.
La mayor tendencia de la historia reciente en cuanto a la electrónica impresa es la fabricación de células solares. En 2011, investigadores del MIT crearon una célula solar flexible mediante la impresión de tinta con tecnología Inkjet sobre papel normal.  En 2018, los investigadores de la Universidad Rice han desarrollado células solares orgánicas que pueden imprimirse sober superficies. Se ha demostrado que estas células solares alcanzan un máximo de eficiencia del quince por ciento.  Konarka Technologies, ahora una empresa desaparecida de EE. UU., fue la empresa pionera en la producción de células solares con fabricación Inkjet. Hoy en día existen más de cincuenta empresas en varios países que producen células solares impresas, aunque todavía a nivel prototipo o en producto de pequeños nichos.

## Aplicaciones
La electrónica impresa que se está utilizando o se está proponiendo incluye sensores inalámbricos para envases, parches para la piel que se comunican con Internet y edificios que detectan fugas para permitir el mantenimiento preventivo. La mayoría de estas aplicaciones aún se encuentran en fase de prototipaje y desarrollo. Existe un interés especialmente creciente por los sistemas electrónicos inteligentes flexibles, incluidos los dispositivos fotovoltaicos, de detección y procesamiento, impulsado por el deseo de extender e integrar los últimos avances en tecnologías (opto)electrónicas en una amplia gama de productos de bajo coste (incluso desechables), productos de consumo de nuestra vida cotidiana, y como herramientas para unir el mundo digital y físico.
La empresa noruega ThinFilm demostró la memoria orgánica impresa roll-to-roll en 2009.
Otra empresa, Rotimpres con sede en Girona (España), ha introducido con éxito aplicaciones en distintos mercados como por ejemplo; calentadores para muebles inteligentes o para evitar la niebla e interruptores capacitivos para teclados en electrodomésticos y máquinas industriales. 